# Ingrid Hilding
Ingrid Hilding, född Fahlander 11 februari 1924 i Eskilstuna, död 16 mars 1988, var en svensk jurist. Hon blev 1972 den första kvinnan som utsågs till regeringsråd (domare i Regeringsrätten).
Efter studentexamen i Eskilstuna 1943 studerade Ingrid Hilding juridik vid Stockholms högskola, där hon blev juris kandidat 1947. Hon var notarie Stockholms rådhusrätt 1948–1950, utnämndes till fiskal i Svea hovrätt 1951 och blev assessor 1959. Hon var sakkunnig i Socialdepartementet 1959–1962, blev byråchef för lagärenden i Socialdepartementet 1963, kansliråd 1965 och tillförordnad expeditionschef 1967. Hon blev hovrättsråd 1968 och rättschef i Inrikesdepartementet 1971.
Hilding utnämndes 1972 till regeringsråd. Hon blev ordförande på avdelning i Regeringsrätten 1987.